# راجاماكى

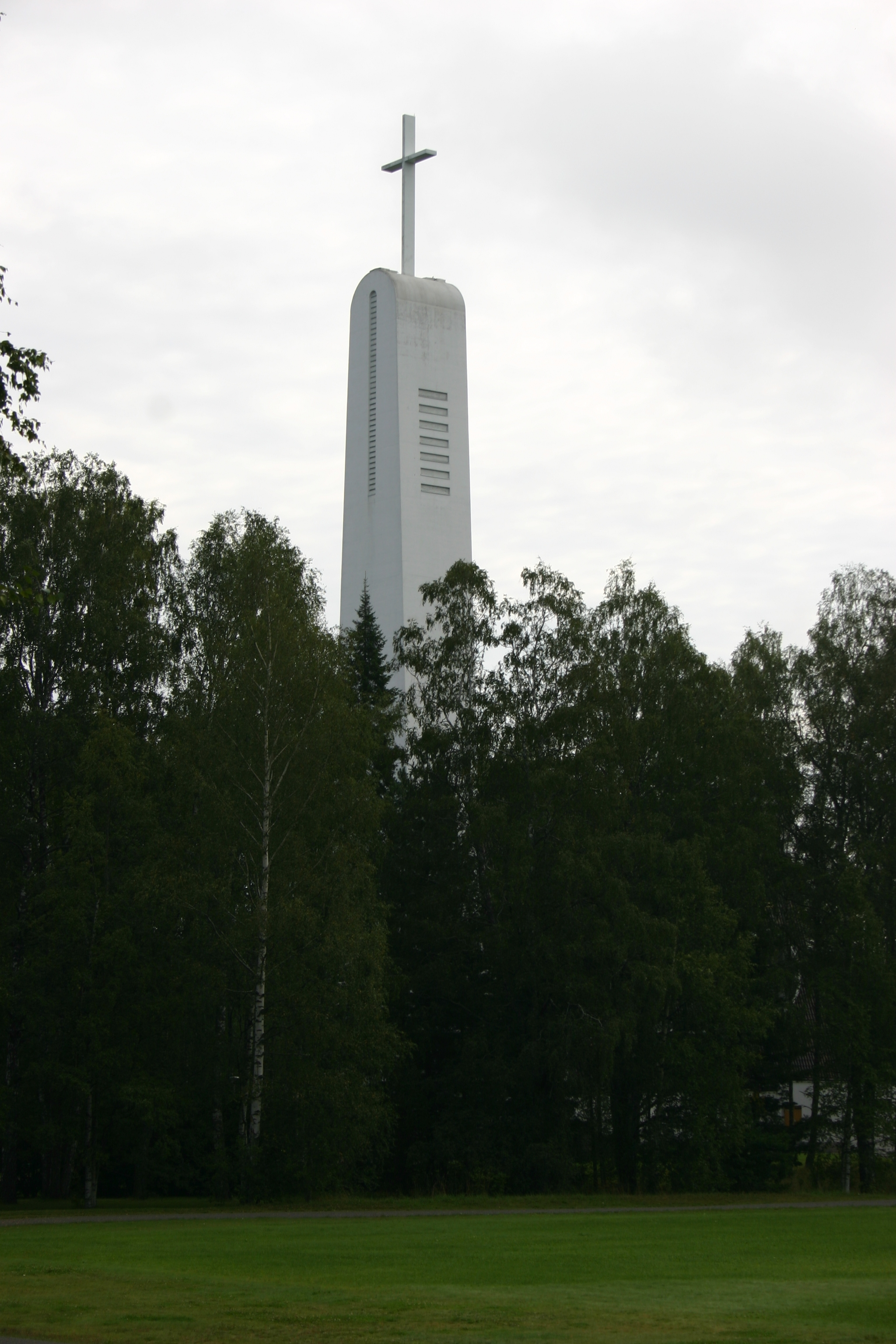
كنيسة راجامكي 1938

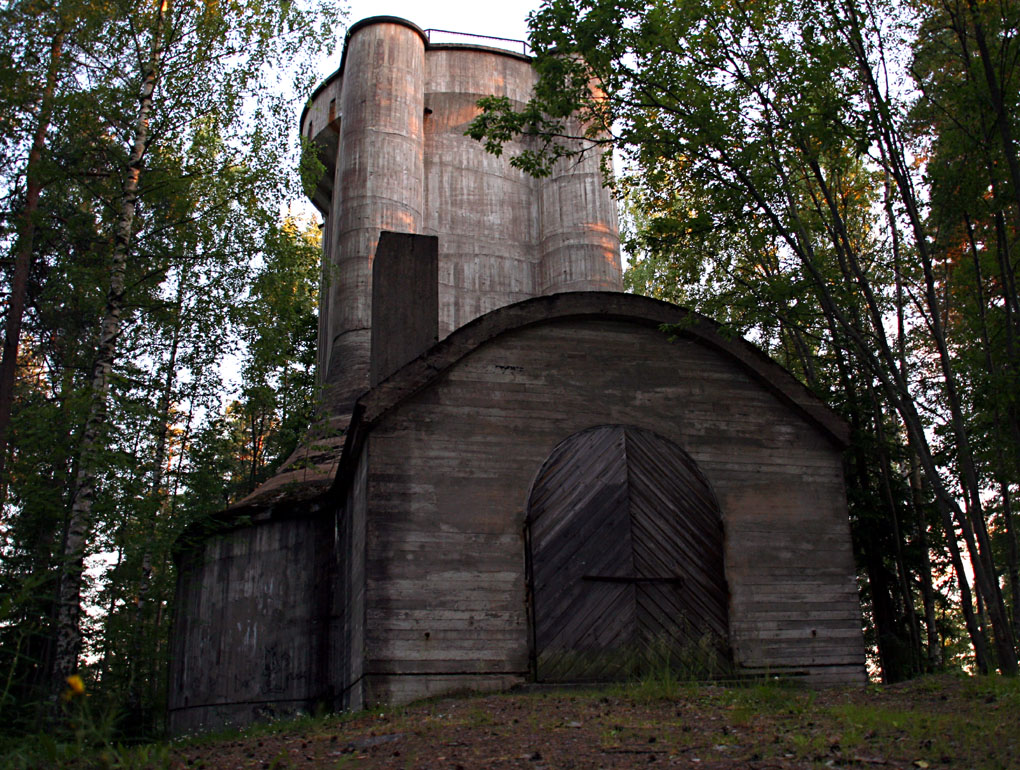
برج المدفعية المضادة للطائرات في راجاماكى بنيت خلال حرب الشتاء (1939-1940).

راجاماكى هي قرية تقع في بلدية نورميجارفا في جنوب فنلندا . تقع راجاماكى 45 كم (28 ميل) إلى الشمال من العاصمة هلسنكي ويبلغ عدد سكانها حوالي 7000 نسمة. راجاماكي تشتهر بتقطير الكحول التي أنشئت في عام 1888 بسبب المياه العذبة والنقية الموجودة في المنطقة.
راجاماكى لديها مدرسة ابتدائية ومدرسة ثانوية، والتي تركز على رياضة هوكي يرجع ذلك إلى حقيقة أن الكثير من كبار اللاعبين الشباب لفنلندا يعيشون في المنطقة.

## وصلات خارجية
- Satellite image from Google Local

‌